# Jane Lee Hooker
Jane Lee Hooker ist eine Bluesrock-Band aus New York City.
Der Name ist eine Reverenz an den Blues-Musiker John Lee Hooker. Die 2013 gegründete Gruppe wird auch als „Punk-Blues-Formation“ bezeichnet und veröffentlichte 2016 ihr erstes Album „No B!“. Danach tourte sie durch Deutschland und Europa, teilweise zusammen mit der kanadischen Sängerin Layla Zoe. 2017 folgte das Album „Spiritus“.
2019 trat sie in Deutschland gemeinsam mit Vanja Sky bei den Rother Bluestagen auf.

## Stimmen
Das erste Album war „… richtig gut, rauh ungeschliffen und mit viel Power gespielt.“
„In einer Welt, die mit konstruierten Bands und zuckersüßer Popmusik übersättigt ist, bildet Jane Lee Hooker eine erfrischende handfeste Alternative. Mit „Spiritus“ laden sie zum Mitmachen bei einer Rock’n‘Roll-Revolution ein...“

## Diskografie
- 2016: No B! (CD, Ruf Records)
- 2017: Spiritus (CD, Ruf Records)
- 2022: Rollin’ (CD, Ruf Records)